# Oreopsar
Oreopsar là một chi chim trong họ Icteridae.